# Geissorhiza cedarmontana
Geissorhiza cedarmontana är en irisväxtart som beskrevs av Peter Goldblatt. Geissorhiza cedarmontana ingår i släktet Geissorhiza och familjen irisväxter. Inga underarter finns listade i Catalogue of Life.